# Макарович, Светлана
Светлана Макарович (словен. Svetlana Makarovič; род. 1 января 1939, Марибор, Королевство Югославия) — югославская и словенская поэтесса, писательница, публицист, актриса, исполнительница собственных песен. Была признана «Первой леди словенской поэзии».

## Биография
Мать Светланы Макарович была из семьи убеждённых католиков, поэтому после того, как она вышла замуж за воинствующего атеиста, родители лишили её всего наследства. Учась в тяжёлых послевоенных условиях, Светлана не успевала по многим школьным предметам, за исключением русского языка и занятий на фортепиано. В подростковом возрасте поступила в школу искусств, но вскоре её оттуда отчислили за неуспеваемость. Позже в Любляне она выучилась на воспитательницу и была распределена в интернат для слабоумных детей, однако сбежала оттуда и решила для себя, что собственных у неё никогда не будет.
Первые свои стихи Маркович написала в семнадцатилетнем возрасте. В 18 лет начала заниматься психологией, но бросила её вскоре после развода родителей и стала подрабатывать выступлениями в кафе и курортных отелях. К 20 годам она была обручена, однако непосредственно перед свадьбой сбежала и некоторое время жила, скитаясь, по её собственному признанию, «как бродячая кошка».
В 1964 году Макарович опубликовала свой первый сборник стихов «Сумрак» (словен. Somrak). После этого у Светланы завязался бурный роман с поэтом и драматургом Грегором Стрнишей, который был старше неё на 10 лет. Несмотря на это, она продолжает вести довольно бедственный образ жизни, живёт за кулисами театра, в который её привёл Грегор, помогает ему писать драмы и даже исполняет главную роль в ставшем в 1968 году хитом спектакле. Однако в связи с беспартийностью Макарович не получает больше шансов проявить свой актёрский дар.
Некоторое время Светлана Макарович прожила в австрийском Граце, куда её пригласил знакомый профессор славистики. Там она, пытаясь заработать на собственную квартиру, преподавала коммивояжёрам словенский язык, со студентами ставила радиопостановки, снялась в кино.